# 1929 w Wojsku Polskim
Kalendarium Wojska Polskiego 1929 – wydarzenia w Wojsku Polskim w roku 1929.

## 1929
- zreorganizowano wojskowe szkolnictwo lotnicze tworząc[1]:

Centrum Wyszkolenia Oficerów Lotnictwa w Dęblinie
Centrum Wyszkolenia Podoficerów Lotnictwa w Bydgoszczy
Lotniczą Szkołę Strzelania i Bombardowania w Grudziądzu

## Styczeń
1 stycznia
- Prezydent RP Ignacy Mościcki na wniosek Ministra Spraw Wojskowych, marszałka Polski Józefa Piłsudskiego nadał sześciu pułkownikom stopień generała brygady: Henryk Krok-Paszkowski (1. lokata), Jerzy Dobrodzicki (2), Walerian Czuma (3), Antoni Szylling (4), Tadeusz Kasprzycki (5) i Konstanty Plisowski (6)[2]

## Luty
4 lutego
- Polska ratyfikowała Międzynarodowy Protokół, dotyczący zakazu używania na wojnie gazów duszących, trujących lub podobnych oraz środków bakteriologicznych, podpisany w Genewie 17 czerwca 1925[3]

## Marzec
12 marca
- Dowódca 12 Pułku Ułanów Podolskich pułkownik Zygmunt Rudnicki został przeniesiony macierzyście do kadry oficerów kawalerii z równoczesnym przeniesieniem służbowym na stanowisko rejonowego inspektora koni w Warszawie[4][5].
- Dotychczasowy dowódca 9 baonu parkowego ppłk art. Rudolf Halenta został zwolniony z zajmowanego stanowiska i oddany do dyspozycji dowódcy Okręgu Korpusu Nr IX, a z dniem 31 sierpnia 1929 roku przeniesiony w stan spoczynku[6][7].

22 marca
- Dotychczasowy dowódca 1 baonu parkowego ppłk art. Stefan Ludwig został przeniesiony służbowo do Powiatowej Komendy Uzupełnień Jarosław na stanowisko pełniącego obowiązki komendanta, natomiast mjr art. Wacław Racięcki z tego samego baonu do PKU Wierzbnik na stanowisko pełniącego obowiązki kierownika referatu I. Z kolei kpt. art. Witold Felicjan Glinka z 2 baonu parkowego został zwolniony z zajmowanego stanowiska i oddany do dyspozycji właściwego dowódcy okręgu korpusu[8].

## Kwiecień
- utworzono w Dęblinie Centrum Wyszkolenia Oficerów Lotnictwa (CWOL); w jego skład weszła Szkoła Podchorążych Lotnictwa[1]

1 kwietnia
- Centralne Zakłady Balonowe w Jabłonnie zostały przekształcono w Wojskowe Warsztaty Balonowe → Wojska Balonowe II RP

12 kwietnia
- w stoczni Chantiers Augustin Normand w Hawr zwodowano okręt podwodny ORP „Wilk”

16 kwietnia
- zwodowano kontrtorpedowiec ORP „Burza”

22 kwietnia
- w Nantes zwodowano okręt podwodny ORP „Ryś”

27 kwietnia

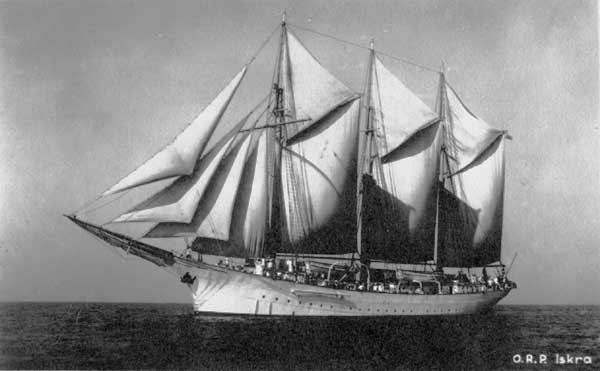
ORP „Iskra”

- powołano dowództwa grup lotniczych:

1 Grupa Lotnicza w Warszawie,
2 Grupa Lotnicza w Poznaniu,
3 Grupa Lotnicza w Krakowie.
29 kwietnia
- Minister Spraw Wojskowych zmienił nazwę Departamentu Lotnictwa M.S.Wojsk. na Departament Aeronautyki M.S.Wojsk[10].

## Maj
9 maja
- początek trzeciego rejsu szkolnego ORP „Iskra”

19 maja
- wręczono chorągiew 58 Pułkowi Piechoty[11]

20 maja
- wręczono chorągiew 55 Poznańskiemu Pułkowi Piechoty[12]
- wręczono chorągiew 57 Pułkowi Piechoty[13]

27 maja
- wręczono chorągiew 60 Pułkowi Piechoty Wielkopolskiej[14]

30 maja
- wręczono chorągiew 69 Pułkowi Piechoty[15]

## Lipiec
25 lipca
- wręczono chorągiew 43 Pułkowi Piechoty[16]

## Sierpień
13 sierpnia
- koniec trzeciego rejsu szkolnego ORP "Iskra"; okręt zawinął do portu: Lizbona

## Wrzesień
13 września
- dowódca 1 Pułku Lotniczego rozkazem dziennym Nr 210/29 nakazał rozpoczęcie organizacji 212 Eskadry Niszczycielskiej Nocnej; organizatorem i dowódcą eskadry był kapitan obserwator Stanisław Luziński; razem z 211 Eskadrą tworzyła II Dywizjon Niszczycielski Nocny; w listopadzie eskadra otrzymała trzy samoloty Farman F-68 Goliath[17]

22 września
- w Grudziądzu gen. Mieczysław Norwid-Neugebauer wręczył chorągwie 56 pp, 64 pp, 65 pp i 66 pp[18]

25 września
- kpt. pil. Bolesław Orliński na lotnisku Mokotowskim w Warszawie dokonał oblotu pierwszego prototypu samolotu myśliwskiego PZL P-1/I; konstruktor inż. Zygmunt Puławski[1]

## Listopad
- w Białej Podlaskiej dokonano oblotu pierwszego prototypu samolotu szkolno-myśliwskiego PWS-11 i szkolno-treningowego PWS-12[1]
- Wojskowa Składnica Tranzytowa na Westerplatte przyjęła pierwszą partię 7,92 mm rkm Browning wzór 1928 wyprodukowanych w belgijskiej fabryce FN w liczbie 8500 egzemplarzy[19]
- Przyjęto na uzbrojenie Wojska Polskiego samochód pancerny wz. 29[20]
- „Afera szpiegowska zlikwidowana przez władze bezpieczeństwa w kwietniu br. aresztowaniem Maksymiliana Piechockiego, technika dentystycznego w Gdańsku, i braci Leona i Pawła Haftków, zatrudnionych w zakładach litograficznych Szkoły Podchorążych Artylerii w Toruniu, znalazła swój epilog przed Sądem Okręgowym, który skazał Piechockiego na 8 lat ciężkiego więzienia. Leona Haftkę na 5 lat ciężkiego więzienia”.

5 listopada
- Prezydent RP zatwierdził wzór lewej strony płachty chorągwi:

38 pułku piechoty Strzelców Lwowskich w Przemyślu,
64 pułku piechoty w Grudziądzu
12 listopada
- Wojskowy Sąd Rejonowy został przeniesiony ze Słonimia do Baranowicz[22]

22 listopada
- zostały sformowane 1., 2., 3. i 4 Brygada Saperów[23].

## Grudzień
12 grudnia
- Minister Spraw Wojskowych zatwierdził wzór i regulamin odznaki pamiątkowej:

20 pułku artylerii polowej w Prużanie,
Szkoły Podchorążych Rezerwy Saperów w Warszawie.
13 grudnia
- Prezydent RP zatwierdził wzór lewej strony płachty chorągwi Szkoły Podchorążych Inżynierii w Warszawie[25].

21 grudnia
- W Krakowie zmarł mjr dypl. Adam Studencki, szef Wydziału II Oddziału II Sztabu Głównego[26]